# Agapetus armatus
Agapetus armatus là một loài Trichoptera trong họ Glossosomatidae. Chúng phân bố ở miền Cổ bắc.